# 亞祖縣 (密西西比州)
亞祖縣（英語：Yazoo County）是美国密西西比州西部的一個縣。面積2,419平方公里，是全州面積最大的縣。根据2020年美國人口普查，共有人口26,743人。縣治亞祖城 (Yazoo City)。該縣成立於1823年1月21日，縣名來自亞祖河。